# باريس سميث
باريس سميث (بالإنجليزية: Paris Smith)‏ هي مغنية وممثلة أمريكية، ولدت في 1 فبراير 2000 في تكساس في الولايات المتحدة.

## أعمال

### مسلسلات
- مودرن فاميلي

## وصلات خارجية
- باريس سميث على موقع IMDb (الإنجليزية)
- باريس سميث على موقع ألو سيني (الفرنسية)
- باريس سميث على موقع أول موفي (الإنجليزية)
- باريس سميث على موقع كينوبويسك (الروسية)